# 하재세
하재세(河在世, Ha Jaese 1885년 8월 26일 ~ 1944년 1월 28일)는 진양하씨 사천조동 문중 제11대 종손으로 대한제국의 유학자이자 교육자, 사회운동가로 본관은 진양(晉陽), 초휘는 염세(廉世), 호는 무명(無名), 자는 태원(泰元)이다. 아버지는 유학자 하장수이며 출계부는 하천수이다. 조부는 유학자 하재흥(河再興)이며, 증조부는 유학자 하용우(河龍佑) 선생이다.

## 생애
하재세 선생은 사천조동의 명망있는 유학자 가문의 출신이나 조부와 부친의 지도 아래 7세부터 본격적으로 유학을 배우기 시작하여 성년에 이르자 모든 경서(經書)에 통달했다. 대한제국의 선각자이자, 애국지사인 부친인 하장수 선생의 영향아래, 그는 일제에 항거하는 등 격동기 한말을 거치며 일제의 폭압과 강요 속에서도 지역 유림의 지도자의 한 사람으로서 갖은 고초를 당하면서도 끝까지 창씨 개명과 부일 협력을 거부하다가, 끝내 59세의 나이로 유명을 달리했다. 그는 세상을 떠나는 순간까지 일제의 식민지 근대교육을 거부했으며 유교교육의 중요성을 강조했다. 유학자로 전통교육 현장의 학구(學究)로서의 교육자의 자세를 끝까지 견지했다.
일설에는 하재세 선생이 1940년 8월 10일 창씨개명 신고일 마지막 날을 넘겨 일제에 의해 괴롭힘을 견디다 못해 창씨개명으로 신고한 천황폐하진양하(天皇陛下晉陽河) 사건의 당사자로 추정된다고 한다.
한편, 하재세 선생의 독립운동과 관련해서는 당시 사천조동 문중에서는 하재세 선생이 독자로서 장손의 책무 때문에 직접적으로 독립운동의 현장에 투신하지는 않았으나, 평소 그가 유교 교육 현장에서 일경과 그들 앞잡이의 눈을 피해가며, 국권회복을 역설하고 특히 독립자금을 비밀리에 지원하였다고 한다.

## 가계

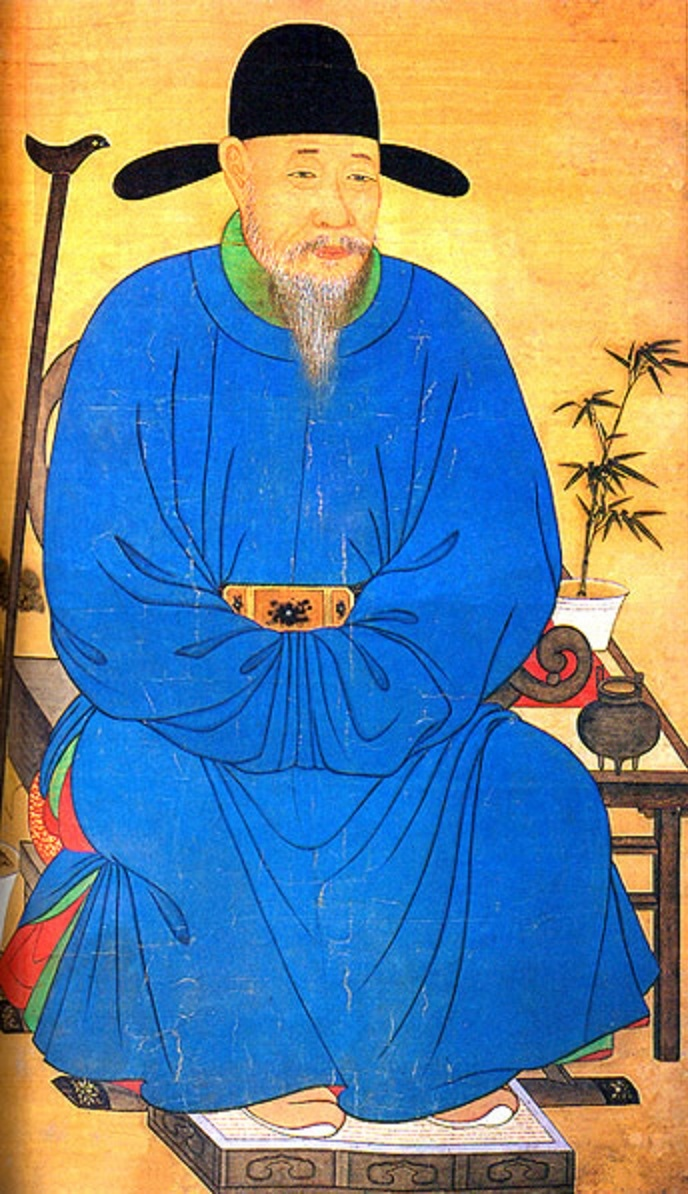
직계선조인 하연 선생

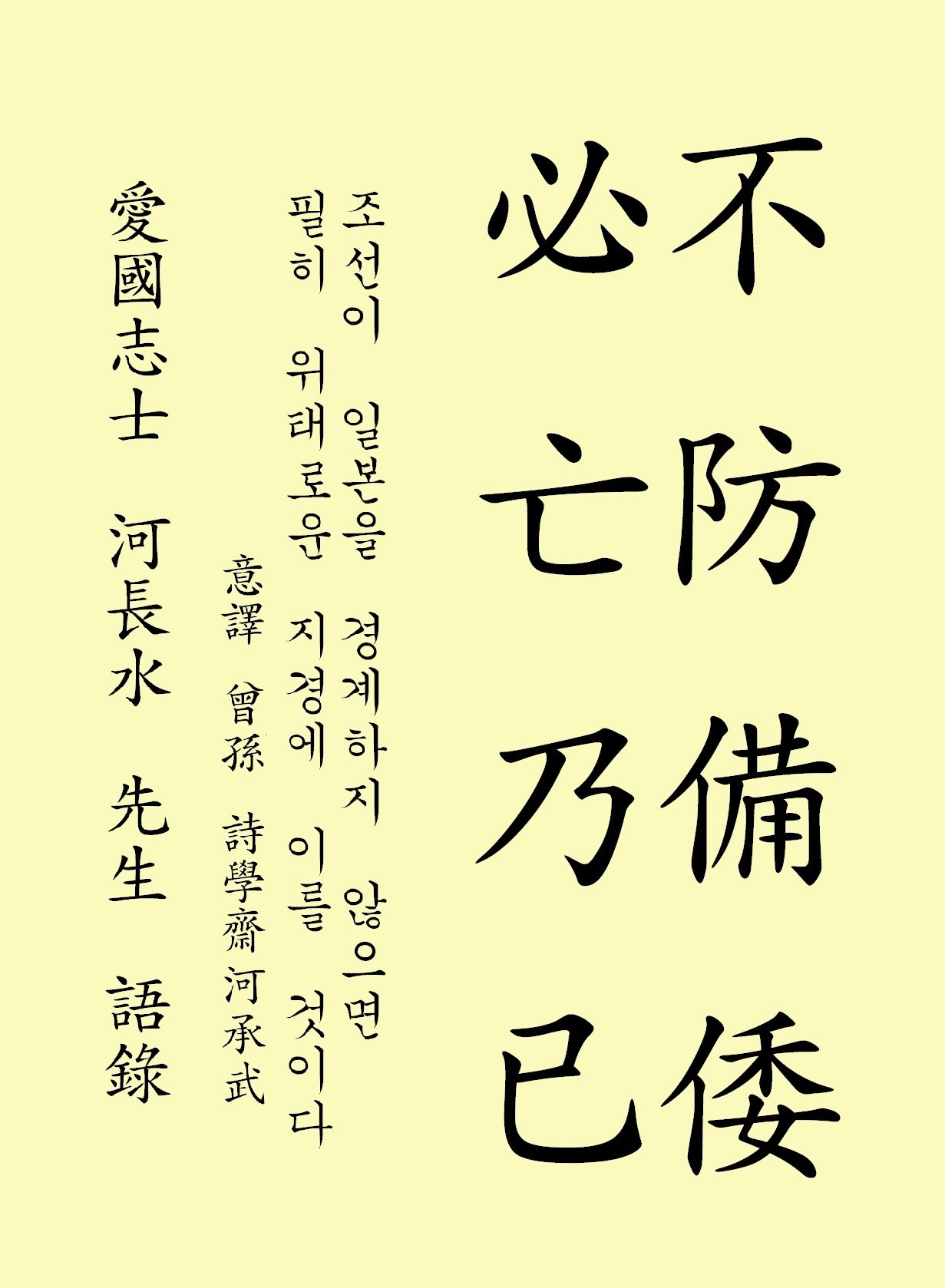
부친 하장수 선생의 어록

- 부 : 하장수(河長水, 유학자, 서예가, 애국지사)
출계부 : 하천수(河千水, 유학자)
- 모 : 김해김씨백림(金海金氏伯林)
출계모 : 동성이씨
  - 배우자(11대 종부) : 밀양박씨연순(密陽朴氏連順)
    - 자 : 하치호(河致鎬, 전 군인)
-대한민국 인헌무공훈장
-대한민국 화랑무공훈장
-월남 엽성무공훈장 수훈

    - 자부(12대 종부) : 효부 강숙순(姜淑順, 일명 姜淑姬)
      - 장손 : 하홍술(河洪述)
-대한민국 인헌무공훈장
-월남 엽성무공훈장 수훈
-대한민국무공수훈자회(수영구지회) 자문위원
      - 차손 : 하홍순(河洪順)
-前 민주노동당 부산시당 대의원
      - 손녀 : 하미숙(무니)
-한국상화연 대표(사회체육지도자)
      - 삼손 : 하승무(河承武, 역사신학자, 시인)
-대한민국 국회의장 공로장(2024년)[3][4][5][6][7][8][9][10]
-제10회 자랑스런 대한국민대상(2020년)[11][12][13][14][15][16][17][18][19][20][21][22][23][24][25]
-대한민국무공수훈자회 부산지부 유공표창(2020년)[26][27]
-제34회 자랑스러운 부산시민상(2018년)[28][29][30][31][32][33][34][35][36]
-2018 한국신학교육자상[37][38][39][40]
-제14회 병역명문가 병무청장 표창(2017년)[41][42][43][44]
-제14회 병역명문가 가문 선정(2017년)[45][46][47][48][49]
-외교부 재외동포재단 금상(2006년)
-제1방공포병여단 여단장상(2회 1985,86년)
-제1방공포병여단 제133대대장상(2회 1985,86년)
-前 통일부 전문위원[50]
-前 민주평화통일자문회의 자문위원
-前 통일부 통일교육위원

#### 직계 선조
- 하연(영의정, 성리학자)
- 하태원(유학자, 문인)
- 하응철(종2품 가선대부)
- 하만석(정2품 지중추부사)

## 참고 자료
- 晉陽河氏大同譜(庚子譜,1900년)
- 晉陽河氏大同譜(甲寅譜,1914년)
- 晉陽河氏大同譜(丁巳譜,1917년)
- 晉陽河氏大同譜(甲子譜,1924년)
- 晉陽河氏大同譜(戊辰譜,1928년)
- 晉陽河氏大同譜(壬辰譜,1952년)
- 晉陽河氏大同譜(乙未譜,1955년)
- 晉陽河氏大同譜(丁酉譜,1957년)
- 晉陽河氏大同譜(庚子譜,1960년)
- 晉陽河氏大同譜(乙酉譜,1969년)
- 晉陽河氏大同譜(甲子譜,1984년)
- 晉陽河氏大同譜(庚辰譜,2000년, 인제대학교 족보도서관)
- 하승무의 '晉陽河氏家門 人物硏究'(2015년)